# Chasmodon acares
Chasmodon acares är en stekelart som beskrevs av Van Achterberg 1975. Chasmodon acares ingår i släktet Chasmodon och familjen bracksteklar. Inga underarter finns listade i Catalogue of Life.